# 空中廚房

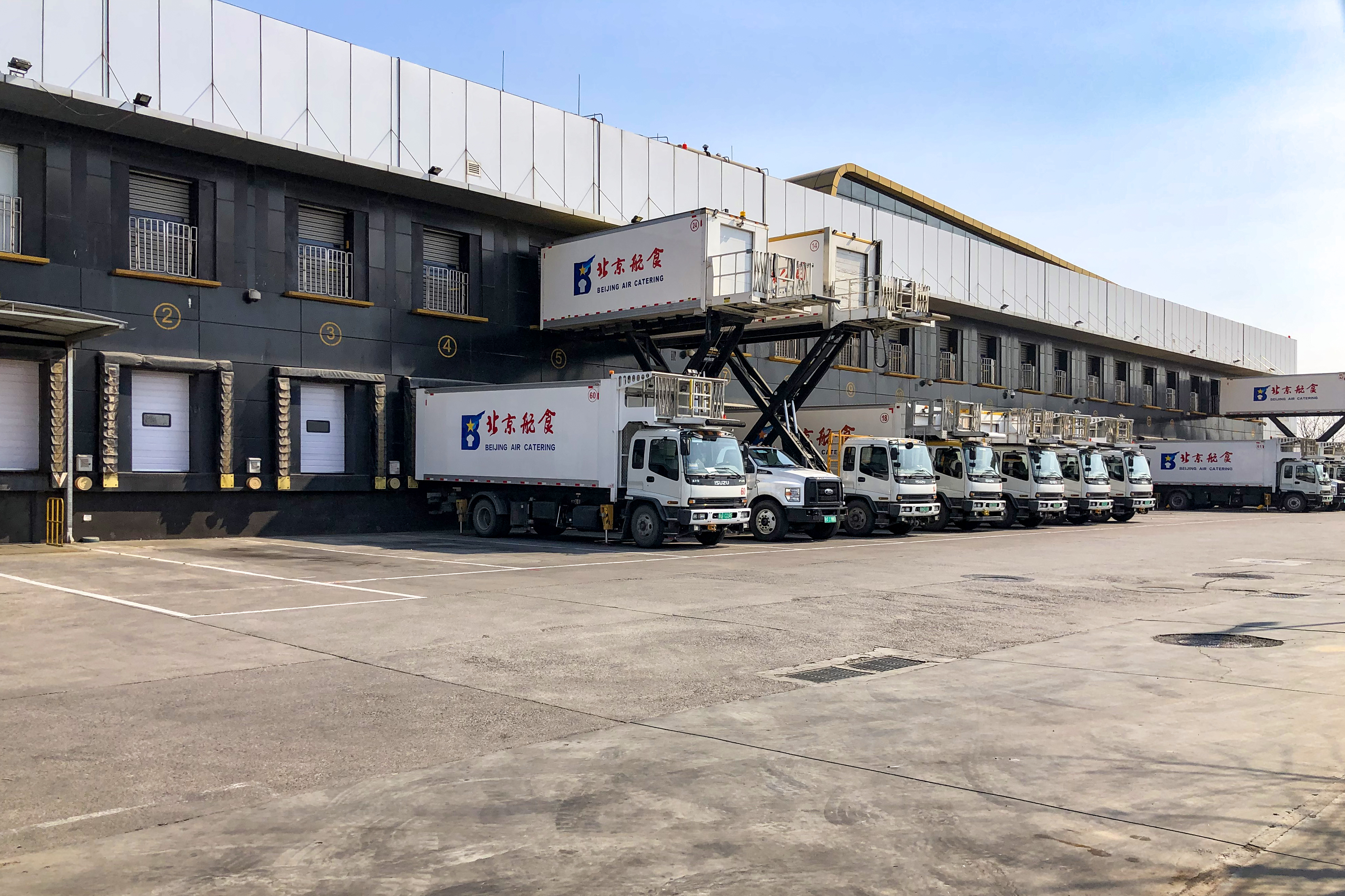
北京航空食品配餐楼发货平台

空中廚房（Sky Kitchen或Catering，簡稱空廚），指的是提供飛機上旅客與機組人員飲食的中央廚房，一般设在机场区域内或机场附近。一開始，在廚房裡先把餐點煮好；做好的料理，放進冷凍設備裡儲藏，之後才送至飛機上加熱。因此，空中廚房不是指在飛機上的廚房，而是建設在地面上供應航空餐點的廚房；在飛機裡面只是把食物加熱而已，基於飛航安全及方便性，並不會使用明火在機艙內烹煮，包含頭等艙的膳食也是如此，因此餐點設計師與主廚有時需要合力進行特別的創意協作，才能完成整套飛機餐菜單。

## 航空餐點的製作程序

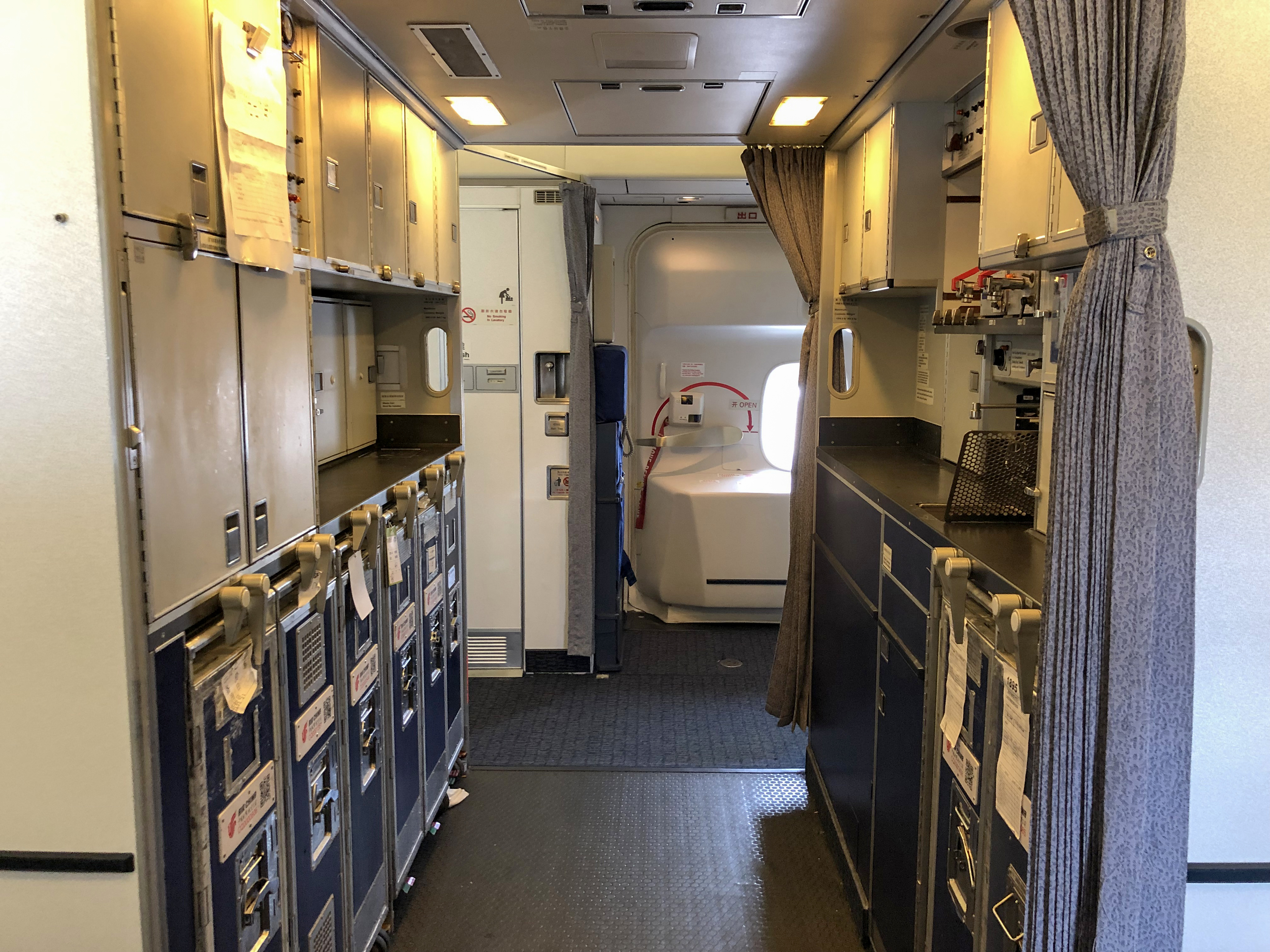
机上厨房

空中厨房一般按原料验收→储存→初加工→冷、热加工→分装→装配→成品储存→配送装机的生产流程布局:3。航空餐點大多在起飛前24小時內於空中廚房做好，保存於冷凍庫內，再利用大型貨車送至飛機機艙中:8-9。當需要點餐發餐時，機組服務人員就以大型烤箱將食物加熱，再將加熱後的食物派發到旅客的手中。
對於伊斯蘭教的穆斯林餐而言，除了食材必須通過清真認證外，空廚業者也必須另外準備專屬的穆斯林餐生產空間，確保調理過程符合教義規範；若本身是伊斯蘭國家的空廚業者，由於全機全程供應穆斯林餐，當地空廚預先就符合清真規範。為了方便，一般要求需要在起飛前24小時間先在網上進行預訂，現在大的航空公司，一般會提供基本的素食，或是地區航空的宗教食、兒童餐等給旅客，包含的款式與種類也十分豐富。